# Big Daddy (film)
Pour les articles homonymes, voir Big Daddy.
Pour plus de détails, voir Fiche technique et Distribution.
Big Daddy, ou Drôle de père au Québec, est un film américain réalisé par Dennis Dugan sorti en 1999.

## Synopsis
À son grand étonnement, Sonny Koufax (Adam Sandler) reçoit chez lui Julian (Dylan et Cole Sprouse), un enfant de 5 ans. Il lit la lettre jointe qui l'accompagne et apprend que c'est l'enfant d'un ami qui se trouve en Chine pour affaires. Sonny décide de se faire passer pour le père, dans le but d'impressionner sa petite amie avec qui il a des problèmes...

## Fiche technique
Sauf indication contraire, les informations mentionnées dans cette section peuvent être confirmées par la base de données cinématographiques IMDb,  présente dans la section « Liens externes ».
- Titre original : Big Daddy
- Titre français : Big Daddy
- Titre québécois : Drôle de père
- Réalisation : Dennis Dugan
- Scénario : Steve Franks (en), Tim Herlihy (en) et Adam Sandler
- Musique : Teddy Castellucci
- Photographie : Theo van de Sande
- Montage : Jeff Gourson (en)
- Production : Joseph M. Caracciolo, Allen Covert, Michelle Holdsworth, Adam Sandler, Robert Simonds, Jack Giarraputo et Alex Siskin
- Société de distribution : Columbia Pictures
- Pays de production :  États-Unis
- Langues originales : anglais - italien
- Dates de sortie :
  - États-Unis : 17 juin 1999 (première) ; 25 juin 1999 (sortie nationale)
  - Canada : 25 juin 1999
  - Belgique : 15 septembre 1999
  - France : 22 septembre 1999

## Distribution
Légende : VF = Version Française[réf. nécessaire] et VQ = Version Québécoise
- Adam Sandler (VF : Serge Faliu ; VQ : Alain Zouvi) : Sonny Koufax
- Joey Lauren Adams (VF : Marie-Laure Dougnac ; VQ : Natalie Hamel-Roy) : Layla
- Jon Stewart (VF : Guillaume Orsat ; VQ : Gilbert Lachance) : Kevin
- Dylan Sprouse et Cole Sprouse (VF : Adrien Prigent ; VQ : Lawrence Arcouette) : Julian
- Josh Mostel (VF : Jean-Claude Sachot ; VQ : Yves Massicotte) : M. Brooks
- Leslie Mann (VF : Sabrina Leurquin ; VQ : Christine Bellier) : Corinne
- Allen Covert (VF : Arnaud Arbessier ; VQ : François Godin) : Phil
- Rob Schneider (VF : Mostéfa Stiti ; VQ : Daniel Lesourd) : Nazo, le livreur
- Kristy Swanson (VF : Laurence Dourlens ; VQ : Anne Bédard) : Vanessa
- Joseph Bologna (VF : Jean Roche ; VQ : Hubert Gagnon) : Lenny Koufax
- Peter Dante (VF : Éric Herson-Macarel) : Tommy
- Jonathan Loughran : Mike
- Steve Buscemi (VF : Georges Caudron ; VQ : Manuel Tadros) : le sans-abri
- Jackie Sandler (VF : Laura Préjean) : la serveuse
- Larkin Malloy (en) (VF : Bruno Choël) : le patron du restaurant
- Helen Lloyd Breed (VF : Lisette Lemaire) : la maîtresse d'école
- Carmen de Lavallade (VF : Évelyn Séléna) : Juge M. Healy

## DVD
Sorti le 11 avril 2000 chez l'éditeur "Sony Pictures Entertainment"[réf. nécessaire]